# Muchajjam asz-Szahid Azmi al-Mufti
Muchajjam asz-Szahid Azmi al-Mufti, także Muchajjam al-Hisn – obóz dla uchodźców w Jordanii, w muhafazie Irbid, na południowy wschód od miasta Al-Hisn. W 2004 roku znajdowało się w nim 16 615 osób.